# Collaea cipoensis
Collaea cipoensis là một loài thực vật có hoa trong họ Đậu. Loài này được Fortunato miêu tả khoa học đầu tiên.